# Любый, Иван Семёнович
Ива́н Семёнович Лю́бый (1904 — 1963) — советский военачальник, в сталинский период — представитель высшего эшелона советских спецорганов, один из создателей ядерного щита СССР, генерал-лейтенант (1944).

## Биография
Родился 10 (23 февраля) 1904 года в селе Весёлый Кут (ныне Таращанский район, Киевская область, Украина) в крестьянской семье. Украинец. Член ВКП(б) с июня 1925 года.
На службе в Красной Армии с 15 декабря 1923 года. Был призван на срочную службу и с 15 декабря 1923 года был краноармейцем 100-й территориальной стрелковой дивизии Украинского военного округа (город Белая Церковь Киевской области Украинский ССР): боец 134-го стрелкового полка, с февраля 1924 — курсант дивизионной школы младшего начсостава. После её окончания с июня по сентябрь 1924 года служил помощником командира роты 299-го стрелкового Краснознамённого полка. Затем был направлен на учёбу в военную школу. В сентябре 1926 года окончил Киевскую пехотную школу имени рабочих Красного Замоскворечья; 
Однако после окончания школы был направлен на службу из РККА в пограничные войска ОГПУ СССР в сентябре 1926 года. Сначала был командиром взвода 26-го Одесского пограничного отряда войск ОГПУ. С ноября 1926 служил в рядах 24-го Могилёв-Подольского пограничного отряда войск ОГПУ-НКВД СССР: помощник начальника пограничной заставы; с января 1930 — начальник пограничной заставы; с декабря 1931 — уполномоченный управления пограничной комендатуры; с декабря 1932 — помощник коменданта пограничного участка по оперативной части; с февраля 1933 года — комендант пограничного участка.
В ноябре 1933 — мае 1935 — слушатель Высшей пограничной школы ОГПУ (с 1934 — НКВД СССР) в Москве. С 7 мая 1935 года служил инструктором оперативного отдела Управления пограничных войск НКВД Украинской ССР. С 4 июля 1937 года — начальник отделения штаба 24-го Могилёв-Подольского пограничного отряда. В октябре направлен учиться в академию. 
В марте 1939 года окончил Военную академию РККА имени М. В. Фрунзе. По выпуску с группой других выпускников был направлен на высокие руководящие должности в центральный аппарат НКВД СССР на смену репрессированным кадрам времён Н. И. Ежова (таким же образом в НКВД оказался однокурсник И. С. Любого И. А. Серов). С 8 марта 1939 года — начальник Главного военно-строительного управления НКВД СССР. С 26 февраля по 31 мая 1941 года — начальник Строительного отдела НКВД СССР. Приказом НКВД СССР от 31 мая 1941 года был назначен на должность заместителя начальника Главного управления войск НКВД СССР по охране железнодорожных сооружений и особо важных предприятий промышленности. 
Участник Великой Отечественной войны. 25 июня 1941 года был назначен заместителем начальника Штаба истребительных батальонов НКВД СССР.
С 28 июня 1941 года — начальник охраны войскового тыла Особой группы войск. По этой должности в оперативное подчинение генерал-майора И. С. Любого немедленно передавались «все пограничные, оперативные, конвойные, войска НКВД по охране железнодорожных сооружений и особо важных предприятий промышленности, находящиеся на территории Калининской, Витебской, Могилёвской, Гомельской, Черниговской, Смоленской и Орловской областей». Одновременно являлся заместителем начальника Управления по охране войскового тыла Западного фронта, а с июля по 25 августа 1941 года — начальник Управления по охране войскового тыла Центрального фронта.
В сентябре 1941 года вернулся к исполнению обязанностей по своей должности заместителя начальника Главного управления войск НКВД СССР по охране железнодорожных сооружений (с декабря 1941 года — по охране железных дорог) и особо важных предприятий промышленности. С 13 октября 1941 года одновременно — начальник Серпуховского сектора Московской зоны обороны, отвечая за быстрое сооружение оборонительных рубежей в условиях стремительного прорыва немецких танковых дивизий к Москве.
С февраля 1942 года — начальник Управления войск НКВД СССР по охране особо важных предприятий промышленности. Снят с должности приказом НКВД СССР № 391 от 8 июля 1942 года в связи с допущенным по личной вине И. С. Любого дорожно-транспортным происшествием: 11 июня 1942 года, находясь за рулём автомобиля, совершил наезд на пешехода. В тот же день назначен с понижением начальником Управления пограничных войск НКВД Западно-Сибирского округа.
С 3 января 1943 года до конца войны — начальник Управления войск НКВД по охране тыла Западного фронта, а с 24 апреля 1944 года — на той же должности на 3-м Белорусском фронте. Одновременно с 11 января по 4 июля 1945 года — заместитель Уполномоченного НКВД СССР по 3-му Белорусскому фронту. Участвовал в боях за Восточную Пруссию и штурме Кёнигсберга. В ходе Восточно-Прусской операции под его руководством, в частности, войсками НКВД СССР были произведены зачистки территории Восточной Пруссии, в том числе Кёнигсберга (11 — 19 апреля 1945 года) от остатков разбитых гитлеровских войск, диверсионно-разведывательных групп противника, и всевозможных бандгрупп.
16 февраля 1946 года назначен командиром Особого дорожно-строительного корпуса НКВД-МВД СССР. С 12 марта 1948 по 14 марта 1950 года — начальник Главного управления шоссейных дорог (ГУШОСДОР) МВД СССР. 
Затем был подключен к созданию атомного вооружения СССР, будучи 12 апреля 1950 года назначен начальником Главного управления по разведке и эксплуатации месторождений и строительству предприятий цветных и редких металлов в Красноярском крае МВД СССР («Енисейстрой») и одновременно — начальником Восточно-Свинцового управления и ИТЛ Енисейстроя МВД СССР. Руководил возведением спецобъектов Горно-химического комбината в Красноярске-26 (ныне г. Железногорск, Красноярский край). С 25 января 1952 по ноябрь 1953 года — начальник Управления строительства № 601 («Химстрой» — Управление по строительству Сибирского химического комбината) и Исправительно-трудового лагеря (город Северск Томской области) Главного управления лагерей промышленного строительства МВД СССР. В условиях кадровой чистки в спецслужбах СССР, последовавшей после смерти И. С. Сталина и ареста Л. П. Берия, с ноября 1953 года находился без назначения.  
Однако в конечном итоге ему удалось доказать свою непричастность к действиям Берия, и в начале 1954 года был назначен начальником Управления строительства № 585 и одновременно — начальником военно-строительных частей МВД СССР. С 10 июля 1954 года — начальник Белогорского исправительно-трудового лагеря (посёлок Шатки Арзамасского района Горьковской области) ГУЛАГа МВД СССР, которые строили объекты атомной отрасли СССР в городе Арзамас-16. С 1960 года — начальник Управления строительства в Обнинске; руководил возведением специальных производственных объектов Физико-энергетического института. 
С 1956 года — военный пенсионер.
Умер 30 июня 1963 года. Похоронен в Обнинске на Кончаловском кладбище.

## Воинские звания
- капитан — 3 апреля 1936 года;
- майор — дата присвоения неизвестна;
- комбриг — 9 марта 1939 года (звание присвоено, минуя очередное звание «полковник»);
- генерал-майор — 4 июня 1940 года;
- генерал-лейтенант — 17 ноября 1944 года.

## Награды и премии
- Орден Ленина
- три ордена Красного Знамени (15.06.1943; 31.07.1944; 3.11.1944)
- орден Суворова II степени (19.04.1945)
- орден Отечественной войны I степени (29.09.1943)
- орден Красной Звезды (27.04.1940)
- медали
- заслуженный работник НКВД (28.04.1942)
- Сталинская премия 2-й степени (1951) — за проектирование и скоростное строительство автомагистрали «Москва-Симферополь»
- Почётный дорожник СССР.

## Память
- Именем И. С. Любого названа улица в Обнинске.